# Listă de regizori austrieci
Aceasta este o listă de regizori de film austrieci:

Cuprins: Început - 0–9 A B C D E F G H I J K L M N O P Q R S T U V W X Y Z

## Filme mute (1906-1930)

### Filme de ficțiune
- Artur Berger
- Eduard von Borsody
- Julius von Borsody
- Julius Brandt
- H. K. Breslauer
- Michael Curtiz
- Ludwig Czerny
- Géza von Cziffra
- Paul Czinner
- Alfred Deutsch-German
- Karl Ehmann
- Friedrich Fehér
- Jacob Fleck
- Luise Fleck
- Fritz Freisler
- Alfred Halm
- Emmerich Hanus
- Heinz Hanus
- Karl Hartl
- Franz Höbling
- Wilhelm Klitsch
- Eduard Köck
- Franz Köhler
- Anton Kolm
- Alexander Korda
- Fritz Kortner
- Otto Kreisler
- Robert Land
- Emil Leyde
- Hans Otto Löwenstein
- Ernst Marischka
- Hubert Marischka
- Joe May
- Wolfgang Neff
- Max Neufeld
- G. W. Pabst
- Arnold Pressburger
- Johann Schwarzer
- Paul L. Stein
- Wilhelm Thiele
- Gustav Ucicky
- Claudius Veltée
- Berthold Viertel

### Animații tradiționale
- Peter Eng

### Filme documentare
- Joseph Delmont
- Richard Oswald

## Filme timpurii cu sunet  (1929-1959)

### Filme de ficțiune
- Otto Ambros
- Franz Antel
- Rudolf Bernauer
- Géza von Bolváry
- Siegfried Breuer
- Rudolf Carl
- E. W. Emo
- Walter Felsenstein
- Willi Forst
- Wolfgang Glück
- Leopold Hainisch
- Eduard Hoesch
- Ernst Hofbauer
- Paul Hörbiger
- Johann Alexander Hübler-Kahla
- Otto Kanturek
- Rudolph Katscher
- Georg C. Klaren
- Walter Kolm-Veltée
- Anton Kutter
- Wolfgang Liebeneiner
- Paul Löwinger
- Franz Marischka
- Georg Marischka
- Rudolf Meinert
- Kurt Meisel
- Gerhard Menzel
- Ernst Neubach
- Otto Preminger
- Harald Reinl
- Georg Tressler
- Bernhard Wicki
- Herbert Wise

### Filme documentare
- Hans Hass

## Anii 1960 - anii 1980

### Filme de ficțiune
- Ruth Beckermann
- Karin Brandauer
- John Cook
- Axel Corti
- Robert Dornhelm
- Valie Export
- Michael Glawogger
- Wolfgang Glück
- Franz Josef Gottlieb
- Andreas Gruber
- Peter Handke
- Michael Haneke
- Paul Harather
- Herbert Holba
- Gerald Kargl
- Peter Keglevic
- Peter Kern
- Leopold Lummerstorfer
- Paulus Manker
- Otto Mühl
- Rolf Olsen
- Peter Patzak
- Wolfram Paulus
- Stefan Ruzowitzky
- Ulrich Seidl
- Götz Spielmann

### Filme experimentale
- Kurt Kren
- Otto Muehl
- Peter Weibel
- Rudolf Schwarzkogler

### Filme documentare
- Hubert Sauper

## După 1990

### Filme de ficțiune
- Barbara Albert
- Helmut Berger
- Klaus Maria Brandauer
- Robert Dornhelm
- Andrea Maria Dusl
- Michael Haneke
- Jessica Hausner
- Edgar Honetschläger
- Jörg Kalt
- Nina Kusturica
- Ruth Mader
- Anja Salomonowitz
- Hubert Sauper
- Harald Sicheritz
- Ludwig Wüst

### Filme de ficțiune și documentare
- Rainer Frimmel
- Johannes Grenzfurthner
- Erwin Wagenhofer

### Filme experimentale
- Titus Leber
- Bady Minck
- Virgil Widrich